# Mourre Nègre
La Mourre Nègre (1.125 m s.l.m.) è la montagna più alta del Massiccio del Luberon nelle Alpi e Prealpi di Provenza.

## Descrizione

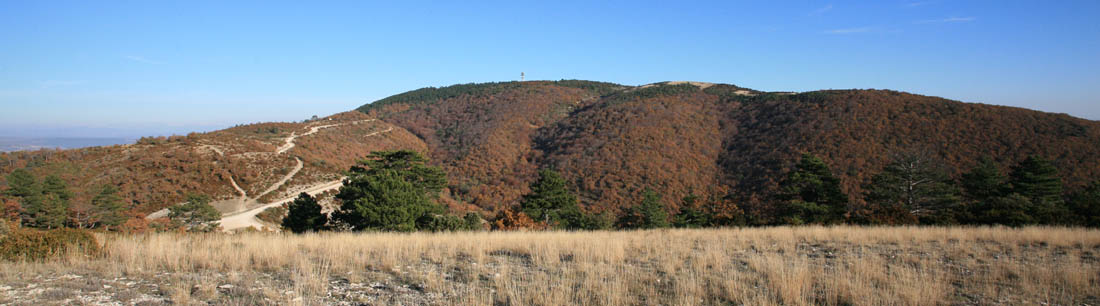
La montagna vista da est.

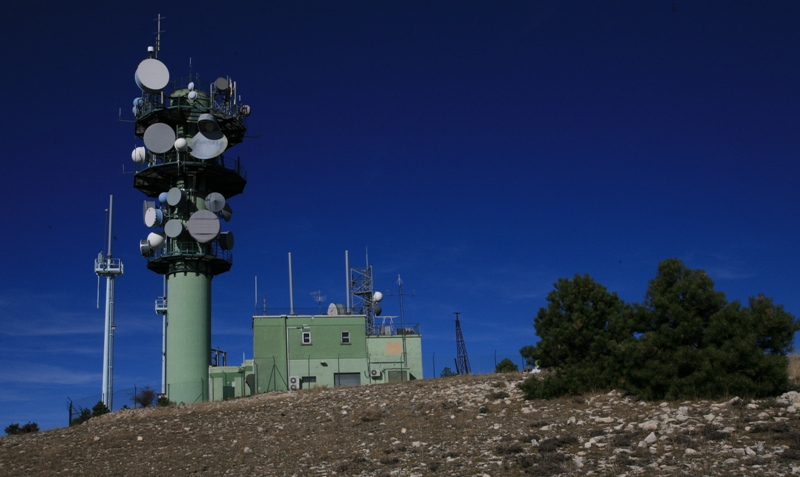
Impianti di trasmissione sulla cima della montagna

La montagna si trova nel dipartimento francese della Vaucluse.
Il toponimo è di origine provenzale e significa muso nero (in francese Museau Noir).